# Promenade (métro de Singapour)
Promenade est une station de métro à Singapour. 